# Conseil consultatif des immigrés de Belgique
 (mai 2024).
 (mai 2024).
La mise en forme du texte ne suit pas les recommandations de Wikipédia : il faut le « wikifier ».
Les points d'amélioration suivants sont les cas les plus fréquents :
- Les titres sont pré-formatés par le logiciel. Ils ne sont ni en capitales, ni en gras.
- Le texte ne doit pas être écrit en capitales (les noms de famille non plus), ni en gras, ni en italique, ni en « petit »…
- Le gras n'est utilisé que pour surligner le titre de l'article dans l'introduction, une seule fois.
- L'italique est rarement utilisé : mots en langue étrangère, titres d'œuvres, noms de bateaux, etc.
- Les citations ne sont pas en italique mais en corps de texte normal. Elles sont entourées par des guillemets français : « et ».
- Les listes à puces sont à éviter, des paragraphes rédigés étant largement préférés. Les tableaux sont à réserver à la présentation de données structurées (résultats, etc.).
- Les appels de note de bas de page (petits chiffres en exposant, introduits par l'outil «  Source ») sont à placer entre la fin de phrase et le point final[comme ça].
- Les liens internes (vers d'autres articles de Wikipédia) sont à choisir avec parcimonie. Créez des liens vers des articles approfondissant le sujet. Les termes génériques sans rapport avec le sujet sont à éviter, ainsi que les répétitions de liens vers un même terme.
- Les liens externes sont à placer uniquement dans une section « Liens externes », à la fin de l'article. Ces liens sont à choisir avec parcimonie suivant les règles définies. Si un lien sert de source à l'article, son insertion dans le texte est à faire par les notes de bas de page.
- La présentation des références doit suivre les conventions bibliographiques. Il est recommandé d'utiliser les modèles {{Ouvrage}}, {{Chapitre}}, {{Article}}, {{Lien web}} et/ou {{Bibliographie}}. Le mode d'édition visuel peut mettre en forme automatiquement les références.
- Insérer une infobox (cadre d'informations à droite) n'est pas obligatoire pour parachever la mise en page.

Pour une aide détaillée, merci de consulter Aide:Wikification.
Si vous pensez que ces points ont été résolus, vous pouvez retirer ce bandeau et améliorer la mise en forme d'un autre article.
 (mai 2024).
 (mai 2024).

## Contexte
Le Conseil Consultatif pour immigrés ont débuté dans les années 70 pour intégrer les populations étrangères dans la vie publique belge. A Bruxelles, le Conseil Consultatif a été fondé en 1972, et en 1994, il est devenu le Conseil des Bruxellois d'Origine Étrangère (CBOE). 
Avec des changements politiques, comme l'assouplissement des conditions d'accès à la nationalité, ces conseils ont évolué. Ils ne se concentrent plus uniquement sur les étrangers mais englobent tous les résidents d'origine étrangère, y compris les "nouveaux belges". L'attribution du droit de vote aux ressortissants de l'Union Européenne a renforcé leur rôle. 
Le Conseil s'est adapté pour promouvoir l'égalité des droits et combattre la discrimination. Bien que leur création ne provienne pas d'une demande directe des immigrés, ces conseils servent les autorités locales sur les préoccupations des populations étrangères. 
La création d'un Conseil Consultatif nécessite quelques étapes clés: 
1. Approbation par les autorités communales: L'approbation initiale est nécessaire pour la création du conseil, souvent décidée par le bourgmestre après une délibération justifiant l'utilité et la mission du conseil.
2. Coordination et nomination des membres: Après l'approbation, le conseil coordonne la nomination de ses membres, choisissant parmi diverses méthodes comme un appel public ou la nomination par des organisations d'immigrés.
3. Élections directes : Dans certains cas, des élections sont organisées pour élire les membres du conseil par la population immigrée.
4. Dépendance municipales: L'efficacité du conseil est influencée par sa relation avec les autorités municipales, même s'il se présente comme une organisation indépendante.

Ces étapes montrent l'importance de la collaboration avec les autorités municipales et de l'implication active de la communauté immigrante. 
L'histoire des Conseils Consultatifs des Immigrés de Belgique (CCIB) montre qu'ils ont été initiés localement et ont reçu un certain soutien. Bien qu'ils aient été vus comme un moyen de structurer la communauté d'immigrée, leur efficacité a été mise en cause après une décennie, due à des démissions, une baisse de la participation électorales et un faible engagement lors des réunions. 

## Développement et évolution
La Belgique avait déjà expérimenté des conseils consultatifs au Congo avant son indépendance en 1957, où leur efficacité avait été critiquée par la population locales. À partir de 1968, ces conseils ont été établis dans plusieurs communes belges, notamment à Liège et Limbourg, en raison de la présence durable des résidents étrangers. 
Entre 1968 et 1975, environ 30 Conseils Consultatifs Communales des Immigrés (CCCI) ont été créés en Belgique dont 10 à Bruxelles, 7 à Lièges, 8 dans le Hainaut et d'autres dans différentes provinces. Malgré un certain optimisme initial, un colloque de 1988 à Charleroi a conclu que les CCCI n'avaient pas réussi à assurer une participation significative des immigrés aux élections locales. Cependant  certains membres des CCCI ont ensuite été élus aux élections communales, notamment entre 1994 et 2000, reflétant une intégration politique croissantes. 

## Mission et objectifs du CCIB
Le CCIB est institution qui représente les intérêts des immigrés en Belgique, jouant un rôle crucial dans la promotion de l'intégration, la lutte contre la discrimination et la sensibilisation à la diversité culturelle. Son organisation repose sur plusieurs éléments clés. 
Premièrement, au niveau structural, se trouve la présidence du CCIB. Cette position est occupée par une personne élue par ses pairs ou désignée parmi les membres du conseil. Le président ou la présidente est responsable de la direction stratégique du CCIB, de la représentation externe auprès des autorités et du public, ainsi que de la coordination des activités du conseil.  
Ensuite, le CCIB comprend une structure organisationnelle qui peut inclure des groupes de travail, des comités et des sous-groupes spécialisés. Ces organes sont chargés de traiter des questions spécifiques telles que l'emploi, la santé, l'éducation, la lutte contre discrimination etc. ils mènent des recherches, formulent des recommandations et mettent en oeuvre des initiatives dans leur domaine d'expertise. 

## Structure et organisation
Pour soutenir ses activités, le Conseil Conseil des Immigrés de Belgique dispose également d'un secrétariat. Ce secrétariat assure la coordination administrative et logistique du conseil, gestion des réunions, la communication avec les membres, la préparation de documents, la gestion des finances etc.
Les processus décisionnels du CCIB reposent sur des mécanisme formels. Les décisions importantes sont prises lors des réunions internes, où les membres discutent des questions à l'ordre du jour et prennent des décisions par consensus ou par vote. De plus, le CCIB organise des consultations publiques pour permettre aux immigrés et à la société civiles de contribuer à ses activités et à ses prises de décisions. 
Dans l'ensemble, cette organisation fournit une structure solide pour assurer le bon fonctionnement et la gestion efficace du CCIB dans la poursuites de ses missions essentielles pour la communauté immigrée en Belgique. 

## Activités et projets
Le Conseil Consultatif des Immigrés de Belgique s'engage de manière active dans l'accession de l'intégration et de la participation des immigrants dans la société belge à travers divers activités et projets. En fournissant des conseils et des avis aux autorités belges sur les questions liées à l'immigrations, à l'intégration et à la lutte contre la discrimination, le CCIB oriente ses recommandations en s'appuyant sur des approfondis, des consultations publiques et des discussions internes. 
Parallèlement, le CCIB s'efforce de promouvoir l'égalité des chances pour les immigrants en Belgique, en veillant à ce qu'ils aient accès aux mêmes opportunités en matière d'éducation, d'emploi, de logement et de services sociaux que les citoyens belges. Cette démarche vise à créer un environnement inclusif et équitable pour tous les résidents de la Belgique, quel que soit leur statut migratoire. 
Un autre aspect important de l'action du CCIB réside dans sa volonté de sensibiliser la population à la diversité culturelle. C'est à travers des événements culturels, des conférences, des formations et des campagnes de sensibilisation que le CCIB encourage la compréhension mutuelle et le respect des différentes cultures présentes en Belgique, favorisant de ce fait la cohésion sociale.  
Par ailleurs, le CCIB met en place des programmes visant à faciliter l'intégration socio-économique des immigrants. Cela comprend des initiatives telles que des formations professionnelles, des programmes d'insertion professionnelle et un accompagnement social pour les nouveaux arrivants ainsi que pour ceux déjà installés dans le pays. Ces efforts visent à renforcer l'autonomie et la stabilité financière des immigrants, contribuant ainsi à leur pleine participation à la vie économique et sociale de la Belgique. 
Le CCIB encourage également la participation citoyenne des immigrants en organisant des consultations publiques, des forums de discussion et des initiatives de renforcement des capacités. En leur offrant des opportunité de s'impliquer dans la vie démocratique et associative de leur communauté, l'objectif du CCIB est de contribuer à renforcer le sentiment d'appartenance et d'engagement civique des immigrants en Belgique. 
Dans l'ensemble, le CCIB joue le rôle essentiel dans la construction d'une Belgique inclusive et diversifiée de par leur étroite collaboration avec des autorités, les ONG et les communautés immigrés pour promouvoir l'intégration, l'égalité des chances et le respect de la diversité culturelle. 

## Qu'en est-il aujourd'hui?
Malgré ses efforts, le Conseil Consultatif des Immigrés de Belgique est confronté à des défis persistants, tels que la discrimination et la stigmatisation. Toutefois, nous espérons qu'avec le temps, il continuera à jouer un rôle essentiel dans la construction d'une société belge plus inclusive et plus diversifiée. A ce jour, le CCIB continue probablement à jouer un rôle important dans la représentation des intérêts des immigrés en Belgique. 
Cependant, les activités spécifiques du Conseil Consultatif des Immigrés de Belgique, sa composition et son influence peuvent varier en fonction des politiques gouvernementales en vigueur, des besoins des immigrés et des dynamiques sociétales. 
Concernant ses activités, le CCIB continue probablement à conseiller les autorités belges sur les questions liées à l'immigrations, à l'intégration des immigrés et à la lutte contre la discrimination. Cela comprend la formulation de recommandation politiques, la sensibilisation du public, l'organisation d'évènements et la participation à des initiatives de dialogue interculturel. 
Le CCIB collabore également avec d'autres acteurs institutionnels tels que les organismes gouvernementaux, les organisations non gouvernementales, es institutions académiques et les organisations de la société civile pour promouvoir les droits et le bien-être des immigrés en Belgique et influencer les politiques publiques. Malgré ces efforts, le CCIB peut faire face à divers défis, notamment la lutte contre la discrimination, la promotion de l'intégration socio-économique, la représentation inclusive, la participation citoyenne et la réponse aux crises humanitaires et urgences. 
Pour conclure, le CCIB reste probablement un acteur important dans le paysage de l'immigration en Belgique, travaillant à la promotion des droits et du bien-être des immigrés ainsi qu'à la construction d'une société inclusive et diversifiée. 